# България на летните олимпийски игри 2020
България участва на летните олимпийски игри през 2020 г. в Токио от 23 юли до 8 август 2021 г. Игрите са първоначално планирани за 2020 г., но поради пандемията от COVID-19 са отложени за 2021 г. Това е двадесет и първата лятна олимпиада, на която страната взима участие.
Страната класира общо 42 състезатели в 12 спорта. Знаменосци на групата ще са Мария Гроздева и Йосиф Миладинов.  Броят на участващите жени значително надвишава този на мъжете.
Това е най-малкият брой спортисти, които България изпраща на лятна олимпиада от олимпийските игри в Берлин през 1936 година.
На 25 юли Антоанета Костадинова печели първия медал за България – сребро в дисциплината 10 метра въздушен пистолет. Това е първият медал за България в спортната стрелба от олимпийските игри в Атина през 2004 година когато Мария Гроздева печели бронз в същата дисциплина.
На 30 юли Йосиф Миладинов се класира на финал 100 метра бътерфлай и по този начин български плувец се класира на финал в плувна дисциплина за първи път от летните олимпийски игри в Сеул през 1988 година когато Таня Богомилова и Антоанета Френкева печелят от трите вида медали.
На 4 август Стойка Кръстева се класира на финал в категория до 51 килограма. За последно български боксьор участва на финал на олимпийските игри в Атланта през 1996 година когато Даниел Петров печели златото.
На 5 август Ивет Горанова печели титлата в карате кумите до 55 килограма и по този начин се нарежда сред първите олимпийски шампиони при дебюта на този спорт в олимпийската програма.
На 7 август Стойка Кръстева печели златен медал в бокса категория до 51 килограма и става петият български олимпийски шампион в този спорт и първата жена.
На 8 август България печели първата си олимпийска титла в спорт с дългогодишни традиции в страната- художествената гимнастика. Златото е спечелено от ансамбъл в състав - Симона Дянкова, Стефани Кирякова, Мадлен Радуканова, Лаура Траатс и Ерика Зафирова.
Въпреки рекордно малката делегация олимпиадата за България завършва изключително успешно - с 3 златни медала, 1 сребърен и 2 бронзови. Всичките спечелени от жени.

## Медалисти
| Медал    | Медалист                                                                      | Спорт                   | Събитие                    | Дата     |
| -------- | ----------------------------------------------------------------------------- | ----------------------- | -------------------------- | -------- |
| Златен   | Ивет Горанова                                                                 | Карате                  | кумите –55 кг              | 5 август |
| Златен   | Стойка Кръстева                                                               | Бокс                    | –51 кг                     | 7 август |
| Златен   | Симона Дянкова Стефани Кирякова Мадлен Радуканова Лаура Траатс Ерика Зафирова | Художествена гимнастика | Ансамбъл                   | 8 август |
| Сребърен | Антоанета Костадинова                                                         | Спортна стрелба         | 10 метра въздушен пистолет | 25 юли   |
| Бронзов  | Тайбе Юсеин                                                                   | Борба                   | –62 кг                     | 4 август |
| Бронзов  | Евелина Николова                                                              | Борба                   | –57 кг                     | 5 август |

## Състезатели
| Спорт              | Мъже | Жени | Общо |
| ------------------ | ---- | ---- | ---- |
| Бадминтон          | 0    | 3    | 3    |
| Бокс               | 1    | 2    | 3    |
| Вдигане на тежести | 2    | 0    | 2    |
| Гимнастика         | 1    | 7    | 8    |
| Джудо              | 2    | 1    | 3    |
| Спортна стрелба    | 0    | 3    | 3    |
| Карате             | 0    | 1    | 1    |
| Лека атлетика      | 1    | 4    | 5    |
| Плуване            | 4    | 1    | 5    |
| Борба              | 3    | 4    | 7    |
| Кану-каяк          | 0    | 1    | 1    |
| Тенис на маса      | 0    | 1    | 1    |
| Общо               | 14   | 28   | 42   |

## Бадминтон
Жени
| Спортист                       | Събитие           | Групов етап                                                | Групов етап                                    | Групов етап                                                 | Групов етап | Елиминация        | Четвъртфинал      | Полуфинал         | Финал/ Мач за бронз | Финал/ Мач за бронз |
| Спортист                       | Събитие           | Съперник Резултат                                          | Съперник Резултат                              | Съперник Резултат                                           | Място       | Съперник Резултат | Съперник Резултат | Съперник Резултат | Съперник Резултат   | Място               |
| ------------------------------ | ----------------- | ---------------------------------------------------------- | ---------------------------------------------- | ----------------------------------------------------------- | ----------- | ----------------- | ----------------- | ----------------- | ------------------- | ------------------- |
| Линда Зечири                   | Жени индивидуално | Chen Hsuan-yu З (16 – 21, 22 – 20, 8 – 21)                 | М Блихфелт З (10 – 21, 3 – 21)                 | н/д                                                         | 3           | не продължава     | не продължава     | не продължава     | не продължава       | не продължава       |
| Габриела Стоева Стефани Стоева | Жени двойки       | Kim So-yeong / Kong Hee-yong З (23 – 21, 12 – 21, 21 – 23) | Chen Qingchen / Jia Yifan З (18 – 21, 15 – 21) | J Kititharakul / R Prajongjai П (21 – 11, 16 – 21, 21 – 17) | 3           | не продължават    | не продължават    | не продължават    | не продължават      | не продължават      |

## Бокс
| Боксьор           | Събитие     | Първи кръг               | Осминафинал             | Четвъртфинал      | Полуфинал         | Финал             | Финал         |
| Боксьор           | Събитие     | Съперник Резултат        | Съперник Резултат       | Съперник Резултат | Съперник Резултат | Съперник Резултат | Място         |
| ----------------- | ----------- | ------------------------ | ----------------------- | ----------------- | ----------------- | ----------------- | ------------- |
| Даниел Асенов     | мъже –52 кг | К Петре Гирлеану П 5 – 0 | Габриел Ескобар З 1 – 4 | не продължава     | не продължава     | не продължава     | не продължава |
| Стойка Кръстева   | жени –51 кг | Ти Там Нгуен П 3 – 2     | Вирджиния Фукс П 5 – 0  | Чанг П 4 – 1      | Намики П 5 - 0    | Чакъроглу П 5 - 0 | 01            |
| Станимира Петрова | жени –57 кг | н/д                      | Йени Кастанеда З 2 – 3  | не продължава     | не продължава     | не продължава     | не продължава |

## Вдигане на тежести
Мъже
| Състезател      | Събитие | Изхвърляне | Изхвърляне | Изтласкване | Изтласкване | Общо | Място |
| Състезател      | Събитие | Резултат   | Място      | Резултат    | Място       | Общо | Място |
| --------------- | ------- | ---------- | ---------- | ----------- | ----------- | ---- | ----- |
| Божидар Андреев | −73 кг  | 154        | 4          | 184         | 5           | 338  | 5     |
| Христо Христов  | −109 кг | 189        | 3          | 219         | 6           | 408  | 5     |

## Гимнастика

### Спортна
Мъже
| Гимнастик         | Събитие               | Квалификация | Квалификация | Квалификация | Квалификация | Квалификация | Квалификация | Квалификация | Квалификация | Финал         | Финал         | Финал         | Финал         | Финал         | Финал         | Финал         | Финал         |
| Гимнастик         | Събитие               | Уред         | Уред         | Уред         | Уред         | Уред         | Уред         | Общо         | Място        | Уред          | Уред          | Уред          | Уред          | Уред          | Уред          | Общо          | Място         |
| Гимнастик         | Събитие               | F            | PH           | R            | V            | PB           | HB           | Общо         | Място        | F             | PH            | R             | V             | PB            | HB            | Общо          | Място         |
| ----------------- | --------------------- | ------------ | ------------ | ------------ | ------------ | ------------ | ------------ | ------------ | ------------ | ------------- | ------------- | ------------- | ------------- | ------------- | ------------- | ------------- | ------------- |
| Дейвид Хъдълстоун | Индивидуален многобой | 12.433       | 11.000       | 11.466       | 14.000       | 13.166       | 12.200       | 74.265       | 37           | не продължава | не продължава | не продължава | не продължава | не продължава | не продължава | не продължава | не продължава |

### Художествена гимнастика
България класира ансамбъла си за общата програма след световното първенство проведено в София през 2018 година. 
| Гимнастички                                                                   | Събитие  | Квалификация | Квалификация               | Квалификация | Квалификация | Финал   | Финал                      | Финал  | Финал      |
| Гимнастички                                                                   | Събитие  | 5 топки      | 3 обръча + 2 чифта бухалки | Общо         | Място        | 5 топки | 3 обръча + 2 чифта бухалки | Общо   | Място      |
| ----------------------------------------------------------------------------- | -------- | ------------ | -------------------------- | ------------ | ------------ | ------- | -------------------------- | ------ | ---------- |
| Симона Дянкова Стефани Кирякова Мадлен Радуканова Лаура Траатс Ерика Зафирова | Ансамбъл | 47.500       | 44.300                     | 91.800       | 1 Q          | 47.550  | 44.550                     | 92.100 | 01  [ 10 ] |

| Гимнастичка   | Събитие      | Квалификация | Квалификация | Квалификация | Квалификация | Квалификация | Квалификация | Финал         | Финал         | Финал         | Финал         | Финал         | Финал         |
| Гимнастичка   | Събитие      | Обръч        | Топка        | Бухалки      | Лента        | Общо         | Място        | Обръч         | Топка         | Бухалки       | Лента         | Общо          | Място         |
| ------------- | ------------ | ------------ | ------------ | ------------ | ------------ | ------------ | ------------ | ------------- | ------------- | ------------- | ------------- | ------------- | ------------- |
| Боряна Калейн | Индивидуално | 24.100       | 25.800       | 26.600       | 19.750       | 95.650       | 8 Q          | 25.900        | 25.625        | 26.650        | 22.450        | 100.625       | 5             |
| Катрин Тасева | Индивидуално | 24.450       | 24.600       | 24.400       | 17.650       | 91.100       | 14           | не продължава | не продължава | не продължава | не продължава | не продължава | не продължава |

## Джудо
Мъже
| Спортист       | Събитие | Първи кръг             | Осминафинал               | Четвъртфинал            | Полуфинал         | Репешаж           | Финал / Мач за бронз | Финал / Мач за бронз |
| Спортист       | Събитие | Съперник Резултат      | Съперник Резултат         | Съперник Резултат       | Съперник Резултат | Съперник Резултат | Съперник Резултат    | Място                |
| -------------- | ------- | ---------------------- | ------------------------- | ----------------------- | ----------------- | ----------------- | -------------------- | -------------------- |
| Янислав Герчев | –60 кг  | Л Пресиадо П 003 – 100 | Янг Юнг Вей · З 100 – 001 | не продължава           | не продължава     | не продължава     | не продължава        | не продължава        |
| Ивайло Иванов  | −81 кг  | н/д                    | Е Лусенти П 100 – 000     | Ш Болтабоев З 002 – 012 | не продължава     | не продължава     | не продължава        | не продължава        |

Жени
| Спортист       | Събитие | Първи кръг           | Осминафинал            | Четвъртфинал      | Полуфинал         | Репешаж           | Финал / Мач за бронз | Финал / Мач за бронз |
| Спортист       | Събитие | Съперник Резултат    | Съперник Резултат      | Съперник Резултат | Съперник Резултат | Съперник Резултат | Съперник Резултат    | Място                |
| -------------- | ------- | -------------------- | ---------------------- | ----------------- | ----------------- | ----------------- | -------------------- | -------------------- |
| Ивелина Илиева | −57 кг  | Г Хелифи П 002 – 100 | Д Климкаит З 001 – 100 | не продължава     | не продължава     | не продължава     | не продължава        | не продължава        |

## Лека атлетика
Мъже
| Атлет          | Събитие    | Квалификации | Квалификации | Финал         | Финал         |
| Атлет          | Събитие    | Резултат     | Позиция      | Резултат      | Позиция       |
| -------------- | ---------- | ------------ | ------------ | ------------- | ------------- |
| Тихомир Иванов | висок скок | 2.17         | 13           | не продължава | не продължава |

Жени
| Атлет             | Събитие | Старт    | Старт         | Полуфинал     | Полуфинал     | Финал         | Финал         |
| Атлет             | Събитие | Резултат | Място         | Резултат      | Място         | Резултат      | Място         |
| ----------------- | ------- | -------- | ------------- | ------------- | ------------- | ------------- | ------------- |
| Ивет Лалова-Колио |         |          |               |               |               |               |               |
| 200 м             | 23.39   | 31       | не продължава | не продължава | не продължава | не продължава |               |
| Инна Ефтимова     | 100 м   | 11.46    | 36            | не продължава | не продължава | не продължава | не продължава |
| Инна Ефтимова     | 200 м   | 23.42    | 33            | не продължава | не продължава | не продължава | не продължава |

| Атлет            | Събитие    | Квалификации | Квалификации | Финал         | Финал         |
| Атлет            | Събитие    | Резултат     | Позиция      | Резултат      | Позиция       |
| ---------------- | ---------- | ------------ | ------------ | ------------- | ------------- |
| Мирела Демирева  | висок скок | 1.95         | 14 Q         | 1.93          | 12            |
| Габриела Петрова | троен скок | 13.79        | 22           | не продължава | не продължава |

## Карате
| Спортист      | Събитие       | Групов етап       | Групов етап       | Групов етап       | Групов етап       | Групов етап | Полуфинали        | Финал             | Финал |
| Спортист      | Събитие       | Съперник Резултат | Съперник Резултат | Съперник Резултат | Съперник Резултат | Място       | Съперник Резултат | Съперник Резултат | Място |
| ------------- | ------------- | ----------------- | ----------------- | ----------------- | ----------------- | ----------- | ----------------- | ----------------- | ----- |
| Ивет Горанова | кумите –55 кг | Цу-Юн · П 5 – 0   | Йозчелик П 5 – 1  | Бахманяр П 5 – 2  | н/д               | 1 Q         | Планк П 4 – 3     | Терлюга П 5 – 1   | 01    |

## Спортна стрелба
| Спортист              | Събитие           | Квалификация | Квалификация | Финал         | Финал         |
| Спортист              | Събитие           | Точки        | Място        | Точки         | Място         |
| --------------------- | ----------------- | ------------ | ------------ | ------------- | ------------- |
| Антоанета Костадинова | Жени 10м пистолет | 578 -13x     | 6            | 239.4         | 02            |
| Антоанета Костадинова | Жени 25м пистолет | 590-16x      | 1            | 28            | 4             |
| Мария Гроздева        | Жени 10м пистолет | 559 -10x     | 43           | не продължава | не продължава |
| Мария Гроздева        | Жени 25м пистолет | 578-14x      | 27           | не продължава | не продължава |
| Селин Али             | Трап 125          | 115          | 20           | не продължава | не продължава |

## Плуване
| Плувец            | Събитие        | Стартове     | Стартове | Полуфинал     | Полуфинал     | Финал         | Финал         |
| Плувец            | Събитие        | Време        | Място    | Време         | Място         | Време         | Място         |
| ----------------- | -------------- | ------------ | -------- | ------------- | ------------- | ------------- | ------------- |
| Антъни Иванов     | 100м бътерфлай | 52.25        | 29       | не продължава | не продължава | не продължава | не продължава |
| Антъни Иванов     | 200м бътерфлай | 1:56.36      | 20       | не продължава | не продължава | не продължава | не продължава |
| Калоян Лефтеров   | 100м гръб      | 55.60        | 37       | не продължава | не продължава | не продължава | не продължава |
| Калоян Лефтеров   | 200м гръб      | 1:58.96      | 24       | не продължава | не продължава | не продължава | не продължава |
| Йосиф Миладинов   | 100м бътерфлай | 51.28 Q      | 6        | 51.06         | 4 Q           | 51.49         | 8             |
| Любомир Епитропов | 100м бруст     | 1:00.71      | 32       | не продължава | не продължава | не продължава | не продължава |
| Любомир Епитропов | 200м бруст     | 2:09.68 НР Q | 14       | 2:10.33       | 15            | не продължава | не продължава |
| Диана Петкова     | 200м съчетано  | 2:16.70      | 25       | не продължава | не продължава | не продължава | не продължава |
| Диана Петкова     | 100м бруст     | 1:10.61      | 34       | не продължава | не продължава | не продължава | не продължава |

## Борба
Мъже свободен стил
| Борец           | Събитие | Осминафинал       | Четвъртфинал      | Полуфинал         | Репешаж           | Финал / Мач за бронзов медал | Финал / Мач за бронзов медал |
| Борец           | Събитие | Съперник Резултат | Съперник Резултат | Съперник Резултат | Съперник Резултат | Съперник Резултат            | Място                        |
| --------------- | ------- | ----------------- | ----------------- | ----------------- | ----------------- | ---------------------------- | ---------------------------- |
| Георги Вангелов | −57 кг  | Хербаче П 11 – 0  | Рави З 4 – 14     | н/д               | Урбано П 13 – 4   | Санайев З 1 – 5              | 5                            |

Мъже класически стил
| Борец          | Събитие | Осминафинал       | Четвъртфинал      | Полуфинал         | Репешаж           | Финал / Мач за бронзов медал | Финал / Мач за бронзов медал |
| Борец          | Събитие | Съперник Резултат | Съперник Резултат | Съперник Резултат | Съперник Резултат | Съперник Резултат            | Място                        |
| -------------- | ------- | ----------------- | ----------------- | ----------------- | ----------------- | ---------------------------- | ---------------------------- |
| Айк Мнацаканян | −77 г   | Старчевич З 1 – 3 | не продължава     | не продължава     | не продължава     | не продължава                | не продължава                |
| Кирил Милов    | −97 г   | Илдем П 3 – 1     | Сарави З 0 – 6    | не продължава     | не продължава     | не продължава                | не продължава                |

Жени
| Борец            | Събитие | Осминафинал          | Четвъртфинал        | Полуфинал          | Репешаж           | Финал/ Мач за бронз   | Финал/ Мач за бронз |
| Борец            | Събитие | Съперник Резултат    | Съперник Резултат   | Съперник Резултат  | Съперник Резултат | Съперник Резултат     | Място               |
| ---------------- | ------- | -------------------- | ------------------- | ------------------ | ----------------- | --------------------- | ------------------- |
| Миглена Селишка  | −50 кг  | Вук П 6 – 0          | Хилдебрант З 2 – 12 | не продължава      | не продължава     | не продължава         | не продължава       |
| Евелина Николова | −57 кг  | Вресиен П 3 – 0      | Ничита П 6 – 3      | Курачкина З 0 – 11 | н/д               | РОК Коблова П 5 – 0   | 03                  |
| Тайбе Юсеин      | −62 кг  | Нунеш П 4 – 1        | Хурелхуу П 10 – 0   | Кавай З 2 – 3      | н/д               | РОК Овчарова П 10 – 0 | 03                  |
| Мими Христова    | −68 кг  | Жуманазарова З 5 – 7 | не продължава       | не продължава      | не продължава     | не продължава         | не продължава       |

## Кану-каяк
| Спортист           | Събитие       | Стартове | Стартове | Четвъртфинал | Четвъртфинал | Полуфинал     | Полуфинал     | Финал         | Финал         |
| Спортист           | Събитие       | Време    | Място    | Време        | Място        | Време         | Място         | Време         | Място         |
| ------------------ | ------------- | -------- | -------- | ------------ | ------------ | ------------- | ------------- | ------------- | ------------- |
| Станилия Стаменова | Кану C-1 200м | 48.477   | 5        | 48.939       | 5            | не продължава | не продължава | не продължава | не продължава |

## Тенис на маса
| Спортист         | Събитие           | Квалификационен   | Кръг 1            | Кръг 2            | Кръг 3            | Осминафинал       | Четвъртфинал      | Полуфинал         | Финал / Мач за бронз | Финал / Мач за бронз |
| Спортист         | Събитие           | Съперник Резултат | Съперник Резултат | Съперник Резултат | Съперник Резултат | Съперник Резултат | Съперник Резултат | Съперник Резултат | Съперник Резултат    | Място                |
| ---------------- | ----------------- | ----------------- | ----------------- | ----------------- | ----------------- | ----------------- | ----------------- | ----------------- | -------------------- | -------------------- |
| Полина Трифонова | Жени индивидуално | С Ханфоу П 4–1    | С де Нуте П 4–3   | Янг З 1–4         | не продължава     | не продължава     | не продължава     | не продължава     | не продължава        | не продължава        |